# علیرضا رئیس
علیرضا رئیس (زادهٔ ۱۳۰۵ یا ۱۳۰۶-درگذشته ۸ خرداد ۱۳۲۵) از بنیانگذاران مکتب پان‌ایرانیسم و همچنین حزب پان ایرانیست بود. وی در میان پان‌ایرانیست‌ها با عنوان «اولین شهید پان‌ایرانیسم» یاد می‌شود.

## فرمان رئیس
محسن پزشکپور اولین بیانیه حزب پان ایرانیست را به پاسداشت علیرضا رئیس نوشت که به فرمان رئیس مشهور شد. بیانیه به شرح زیر بود:
«ما بنیان‌گذاران انجمن که نخستین پایه ایران‌پرستی را بر روی شانه‌های خود برپا کردیم، به خدای خود و شرافت انجمن خود … سوگند یاد می‌کنیم که برای همیشه و تا ابد، جز پان‌ایرانیسم برای خود آرزویی تشخیص ندهیم و انجمن و ایران را جز به سوی این آینده درخشان و دوست‌داشتنی نرانیم».